# Asklepios Klinik Langen
Die Asklepios Klinik Langen ist ein Krankenhaus der Regel- und Schwerpunktversorgung und seit 2007 auch akademisches Lehrkrankenhaus der Johann Wolfgang Goethe-Universität Frankfurt am Main in der hessischen Stadt Langen. Träger ist das Unternehmen Asklepios Kliniken. Das Krankenhaus ist für die Akutversorgung von Patienten aus dem Landkreis Offenbach zuständig. Es hat 433 Betten unterteilt auf acht medizinische Fachabteilungen.

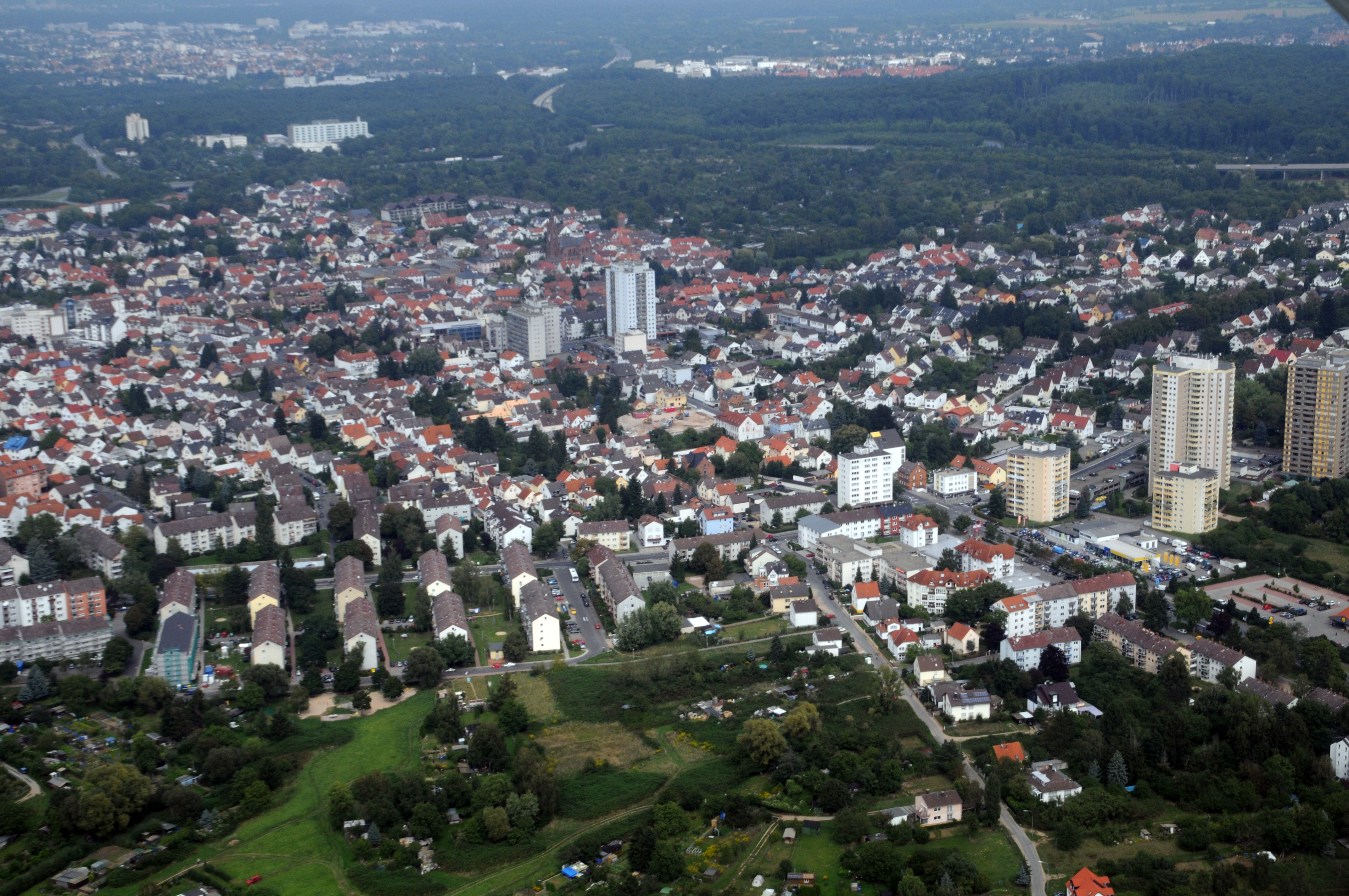
Oben links das Klinikum, Blick von Südwesten

## Geschichte
Das erste Krankenhaus in der Stadt Langen entstand in den Jahren 1893–1895 an der Frankfurter Straße, damals noch nördlich der geschlossenen Bebauung der Stadt gelegen. Am 2. Januar 1896 konnte das Krankenhaus eröffnet werden. In den Jahren 1904/1905 wurde das Krankenhaus durch zusätzliche Anbauten nach Süden und Westen erweitert. Bis 1968 blieb es an diesem Standort. Aufgrund des Bevölkerungswachstums im Rhein-Main-Gebiet genügte es nicht mehr den Ansprüchen und die mittlerweile das Krankenhaus umgebende Wohnbebauung machte weitere Erweiterungen unmöglich. So entstand nördlich des alten Standorts unmittelbar an der Gemarkungsgrenze ein neues Krankenhaus unter dem Namen Dreieich-Krankenhaus. Das alte Krankenhausgebäude wurde abgerissen. Auf dem Gelände befindet sich heute ein DRK-Seniorenzentrum.

### Asklepios Klinikum
Im Zuge der Privatisierungswelle wurde das Krankenhaus 2002 an die Asklepios Kliniken verkauft. Seit Oktober 2007 ist das Asklepios Klinikum Langen akademisches Lehrkrankenhaus für die medizinische Ausbildung der Johann Wolfgang Goethe-Universität in Frankfurt am Main. Die Studierenden werden in den Fachbereichen Anästhesie, Chirurgie, Innere Medizin, Intensivmedizin, Gynäkologie und Geburtshilfe ausgebildet.
2008 eröffnete die psychiatrische Abteilung mit 95 Betten in einem Neubau. Seit 2014 wurde ein pflegerisches Intensivkonzept erarbeitet und etabliert, das auf eine weitreichende Sedierung von Patienten, oder gar ein künstliches Koma auf der Intensivstation verzichtet. Dadurch bleiben die Patienten ansprechbar, können früher wieder mobilisiert werden und können schneller wieder in ihren Alltag zurückkehren. Solche arbeitsintensiven – wache Patienten benötigen engmaschigere Betreuung durch Pflegepersonal – aber patientenorientierten Pflegekonzepte sind derzeit nur in wenigen deutschen Kliniken etabliert.
Im Jahr 2020 wurde mit dem "Bebauungsplan Klinikum Langen Nord" ein umfangreicher Ausbau des Klinikums beschlossen. Die Erweiterungen umfassen ein Facharztzentrum, einen weiteren Klinikbereich für zahnmedizinische Behandlungen und zusätzliche Pflegeeinrichtungen.  Zudem wurde die Klinik für psychische Gesundheit erweitert und das zentrale Bettenhaus vergrößert.

## Struktur
Die Asklepios Klinik Langen verfügt über 433 Betten. Die Patienten werden in acht medizinischen Fachabteilungen versorgt. Zum Krankenhaus gehören darüber hinaus eine psychiatrische Tagesklinik und ein angrenzendes Facharztzentrum.